# دمرارا-ماهایکا
دمرارا-ماهایکا (به لاتین: Demerara-Mahaica) یک منطقه در گویان است که در شمال شرقی آن واقع شده‌است، مرکز این منطقه شهر پارادایس است.

## خصوصیات
دمرارا-ماهایکا ۲٬۲۳۲ کیلومترمربع مساحت و ۳۱۳٬۴۲۹ نفر جمعیت دارد.